# Alberto Martín-Artajo
Alberto Martín-Artajo Álvarez (Madrid, 2 de octubre de 1905-31 de agosto de 1979) fue un político y propagandista católico español, ministro de Asuntos Exteriores durante la dictadura franquista.

## Biografía
Nació en 1905 en Madrid. Tras estudiar con los jesuitas de Chamartín, se licenció en Derecho por la Universidad de Madrid. Fue letrado del Consejo de Estado desde 1930. Durante la República fue estrecho colaborador de Ángel Herrera Oria, director del diario católico El Debate, y miembro de la Asociación Católica Nacional de Propagandistas. Al estallar la guerra civil, se pasó al bando sublevado. Asesoró como jurista a la Junta Técnica y al ministerio de Trabajo nacionalista, y participó en la elaboración del Fuero de los Españoles. Presidente de la Junta Técnica de Acción Católica, fue nombrado en 1945 ministro de Asuntos Exteriores para sustituir a José Félix de Lequerica, en aras de propiciar un cambio de imagen exterior de la dictadura.
Tras consultar con el primado, el cardenal Enrique Plá y Deniel, aceptó la cartera y abandonó su cargo en Acción Católica. Sus gestiones diplomáticas lograron romper el aislamiento de la dictadura, así como la protección y amparo para destacados nazis huidos tras la guerra en Europa. En 1952 efectuó una gira por Oriente Medio. Llevó a cabo la firma del Concordato con la Santa Sede en agosto de 1953. El 26 de septiembre de 1953 selló la firma junto con su contraparte estadounidense, el embajador James Clement Dunn, de los llamados Pactos de Madrid, tres convenios independientes de España con los Estados Unidos. Durante su mandato también se efectuó el ingreso de España en la ONU en 1955 y se reconoció la independencia del protectorado español de Marruecos (1956).

## Reconocimientos
- Gran Cruz de la Orden de Isabel la Católica (1945)[7]
- Cruz Meritísima de la Orden de San Raimundo de Peñafort (1945)[8]
- Gran Cruz de la Orden de Santiago de la Espada (1947)[9]
- Gran Cruz de la Orden de Carlos III (1957)[10]
- Gran Cruz de la Orden de Cisneros (1960)[11]